# 于果
于果（1962年7月—），男，江西人，中国民办教育家，江西科技学院董事长,第十一届全国人民代表大会江西地区代表。

## 生平
毕业于中国社会科学院商业经济专业。2008年起担任全国人大代表。2009年8月，中华职业教育社第十次全国代表大会召开，他出任中华职业教育社第十届理事会常务理事。